# 余景天
余景天（英語：Tony Yu，2002年8月21日—），加拿大男歌手及演员，出生於中國四川省成都市，所屬經紀公司為星宇愔乐，韓國所屬經紀公司為CTDENM。2019年16岁时参加韩国男团选秀《PRODUCE X 101》并在總决赛獲得第20名，是唯一進入決賽的外籍選手。2021年他参加中国男团選秀《青春有你 第三季》，賽事中得票在退赛前保持在第一名（首集排名第二，其後所有集数均排名第一），在5月5日凌晨宣布因身体原因退赛。

## 早年经历
2002年8月21日，余景天在四川省成都出生，后来在2008年随家人前往加拿大，并在温哥华长大，自幼学习钢琴。
2012年，余景天参加了加拿大中文電台AM1430主办的2012 Little Sunshine，在比赛中表演舞蹈和魔术。就读中学时，余景天偶然加入舞蹈社团。2016年，参与国务院侨办主办的“中华国学营”活动。

## 演艺经历
中学时期曾遇星探，并留下联系方式，后收到经纪公司的电话，15岁前往韩国，成为了红熠文化旗下的练习生。在参加《PRODUCE X101》前训练时长大约8个月。

### 参加PRODUCE X 101
2019年5月，余景天以Tony（韓語：토니）为名参加韩国男团选秀节目《PRODUCE X 101》，成功进入总决赛，最后在7月的总决赛取得第20名，成为唯一进入决赛圈的非韩国籍选手。
| 期数 | 歌曲                 | 备注         |
| ---- | -------------------- | ------------ |
| 2    | 咆哮                 | 与魏子越同台 |
| 2    | Say You Won't Let Go | 加试         |
| 3    | MAMA                 | 副唱2        |
| 6    | Attention            | [ 15 ]       |
| 10   | Monday to Sunday     | C位          |
| 12   | 少年美               | 副唱4        |

| 期数 | 票数      | 排名 |
| ---- | --------- | ---- |
| 1    |           | 55   |
| 2    |           | 44   |
| 3    |           | 21   |
| 5    | 326,901   | 20   |
| 6    |           | 24   |
| 8    | 410,110   | 27   |
| 8    | 737,011   | 26   |
| 11   | 127,231   | 19   |
| 11   | 864,242   | 22   |
| 12   | 284,789   | 20   |
| 12   | 1,149,031 | 19   |

2019年10月27日，余景天的首次见面会在韩国首尔举行，近千名粉丝赶到现场支持。
曾有传言说余景天会加入BY9组合；2019年7月25日，红熠文化发布微博，称公司对此“尚未有定论”。

### 参加青春有你3
2021年1月24日，余景天发布微博，表示自己将参加《青春有你3》的录制。5月5日，余景天的经纪公司发表声明，称余景天“因个人身体原因……退出目前的节目录制”。
| 期数 | 歌曲           | 备注                               |
| ---- | -------------- | ---------------------------------- |
| 1    | 《Uranus》     | 参与编曲 得到初评级A               |
| 4    | 英雄Kick It    | C位 现场得票35票 为该小组第二名    |
| 8    | 《如果不是你》 | C位                                |
| 9    | We Rock        | 主題曲 得到A等級                   |
| 12   | 《OKAY》       | 现场得票93票 为该小组第二名        |
| 14   | 《History》    | C位及組隊人                        |
| 18   | 《命中Way Up》 | 現場得票136票 帶領小組贏得全場第一 |

| 期数 | 票数       | 排名 |
| ---- | ---------- | ---- |
| 2    |            | 2    |
| 4    |            | 1    |
| 6    |            | 1    |
| 10   | 19,486,372 | 1    |
| 12   |            | 1    |
| 14   |            | 1    |
| 16   | 19,504,390 | 1    |
| 20   | 13,559,007 | 1    |

## 其他活动
2021年3月30日，余景天與其他6位青春有你3學員參與了《王牌對王牌》直播。
2021年2月17日-2021年5月1日 《青春有你3》訓練生，最終退賽。
2020年2月24日，余景天参与录制了人民网和国家音乐产业基地联合制作的、由《祝你平安》改编的《祝你平安，2020》。
余景天参演了由抖音出品的微剧《做梦吧！晶晶》。
2019年9月18日，余景天做客湖南卫视《我是大美人》。

## 音樂作品
| 專輯名稱         | 專輯資料                                                              | 曲目 |
| ---------------- | --------------------------------------------------------------------- | --- |
| Flag             | 發行日：2023年07月09日                                                | ☆ 1.《Attention（中文版）》 2.《Attention（英文版）》 3.《Like a flower》 4.《Uranus》 5.《Physical》 6.《Dalada》 7.《Swing》 8.《Flag(中文版）》 9.《Flag(英文版）》 |
| Spatial Recorder | 發行日：2024年07月29日 語言：韓語 唱片公司：RYCE MUSIC GROUP 形態：EP | ☆ 1.《Jigglin'（韩语版）》 2.《Gorgeous》 3.《Fairy Tale》 |

#### 个人单曲
| 發行日期       | 歌曲名稱             | 備註                                                                                               |
| -------------- | -------------------- | -------------------------------------------------------------------------------------------------- |
| 2021年02月25日 | 《我不是完美男友》   | 微短劇《做夢吧！晶晶》主題曲                                                                       |
| 2022年02月12日 | 《REACH THE SKY》    | 中英文版，和BEAUZ一起為2022北京冬奧會加油助威的歌曲                                                |
| 2022年09月24日 | 《夢中情人》         | 粵語歌                                                                                             |
| 2022年11月05日 | 《無忌》             | 粉獅（余景天粉絲名）於其19歲時發行的生賀應援曲《御風》，而此曲《無忌》為余景天給粉獅們的逆應援曲。 |
| 2024年2月14日  | 《Better With You》  | |
| 2024年7月29日  | 《Spatial Recorder》 | |

## 影視作品

### 電視劇
| 播出年份 | 劇名             | 角色     | 備註           |
| -------- | ---------------- | -------- | -------------- |
| 2021年   | 《做梦吧！晶晶》 | 問號男友 | 網路短劇，客串 |
| 2025年   | 《值得愛》       | 小龍     | 客串           |

## 品牌代言
| 年份 | 代言                | 头衔           | 備註 |
| ---- | ------------------- | -------------- | ---- |
| 2023 | benefit貝玲妃       | 中國區元氣大使 | 到期 |
| 2023 | DIOR迪奧            | 中國品牌摯友   | 至今 |
| 2024 | 霸王茶姬            | 好茶體驗官     | 到期 |
| 2025 | M.A.C               | 品牌摯友       | 至今 |
| 2025 | 鹿角港THEALLEY      | 夏日代言人     | 至今 |
| 2025 | VITAYOUNG活力維他命 | 品牌推薦官     | 至今 |

## 姓名权
“余景天”、“余景天TONY”等名字已被成都盛悦美伦商贸有限公司注册为商标。

## 相关事件

### 与经纪公司纠纷
2020年12月28日，余景天在上海市普陀区人民法院起诉了红熠文化。2021年1月31日，红熠文化发表声明，称自己是余景天的独家经纪公司，认为余不能单方面解除经纪合同，并表示将继续与余协商。次日，余景天现时的经纪公司星宇愔乐发表了声明，称余已经在2020年8月4日向红熠文化送去了《解约通知函》，两者间的经纪合同已经解除。

### 訓練過度昏倒
2021年4月19日，余景天的粉絲後援會博主發文稱，余景天被緊急送往醫院治療；后援会收到消息后第一時間與節目组及經纪公司聯系，得到公司的回覆稱由于余景天連日因工作和訓練過度勞累，睡眠不足，在節目現場暈倒被送往醫院治療。目前余景天已經恢復清醒。

### 父母企业疑似违法
4月29日，有网友在豆瓣上爆料，称余景天父母所开办的景立KTV存在大量非法经营情况，包括涉嫌容留他人吸毒，员工涉嫌贩毒，涉嫌性交易，离学校过近等情况，另外有10余次毒品交易是在该KTV附近进行的。
30日，余景天的母亲李勤通过微博账号发声，称因为2008年他们举家迁往温哥华生活，“景立KTV”就已经转让给了他人，此后再无参与经营，但是直到2019年才完成工商变更。一些网友要求公布更多证据。随后，天眼查披露，根据2017年和2020年的判决，余父在2018年依然以该KTV业主的身份参与经营，其声明并不属实。
30日，余景天的父母委托北京星权律师事务所，请求法院判令一豆瓣用户公开赔礼道歉、赔偿相关经济损失及精神损害抚慰金等。目前案件还在审核中，尚未开庭。同一天，星宇愔乐发表声明，表示余景天“并未做过任何与网传相关的负面行为”或“参与对社会产生负面影响的活动”。
5月5日，有网友在成都市人民政府市长信箱留言，称网上有言论说“景立KTV”门口有贩毒的情况；8月初，成都市人民政府回复了此留言，表示武侯区芳草街街道的“景立KTV”没有涉黄涉毒现象，曾经被查处的其實是位于金牛区的“景立KTV”，在2014年被四川省公安厅查处。
2022年8月10日，余景天的母親李勤在微博發表聲明，回應謠言爭議，公開自己以及景天父親余萍的「無犯罪紀錄證明」以及相關回執，並“堅決保留追究相關法律責任的權利”。

### 粉丝相关争议
2021年4月10日，余景天的后援会发文，称要“惩罚”没完成声援打榜任务的粉丝，遭到了人民网的点名。
4月11日，微博管理人员发布公告，宣布对青春有你3和创造营2021部分后援会账号实施禁言30天的处罚，其中就包括余景天的后援会。5月6日，广东省禁毒委员会办公室发布文章，提及了余景天父母被爆料涉黄涉毒一事，批评了一些粉丝攻击缉毒警察的言论。2023年1月4日，余景天飞抵上海，其粉丝在机场“接机”，造成现场拥堵，随后警察前来维持秩序，遭到粉丝叫嚷，期间余和其助理进行沟通；随后，人民网评在10日点评了这起风波，批评粉丝扰乱公共秩序，批评余景天放任粉丝的行为，还推断其团队促成了粉丝的乱象。

### 国籍争议
2016年，余景天作为海外华裔参加了“中华国学营”活动。在2019年参加PRODUCE X 101时，余景天在自我介绍中称自己“来自于加拿大，父母来自中国”。在拍摄《做梦吧！晶晶》时，他的国籍仍然标注为“加拿大”。2021年，他在参加《青春有你3》做自我介绍时，说自己是“作为唯一的中国人进入决赛，代表中国人在一个海外的节目站上最后的舞台”。

## 家庭
余景天的父母余萍、李勤在成都市经营一家“好莱坞景立娱乐歌城”，于2005年9月16日注册，2018年7月6日起被标记为经营异常，2021年3月5日注销。余的父母曾开设成都景立餐饮文化娱乐有限公司，公司于2000年9月7日成立，2018年6月7日被吊销营业执照，2019年4月30日清盘，7月19日决议解散。余萍在2013年5月28日注册了商标“景立歌城”以及“星星环绕上弦月”的图案。余萍曾入股成都盛悦美伦商贸有限公司。
余景天有一哥哥余景立，在成都市开办了一家画室，其母曾为投资人。他还曾担任《2018中国好声音》在四川省的代理以及《2020中国好声音》初选现场的评委。